# الأزمة السورية 1957

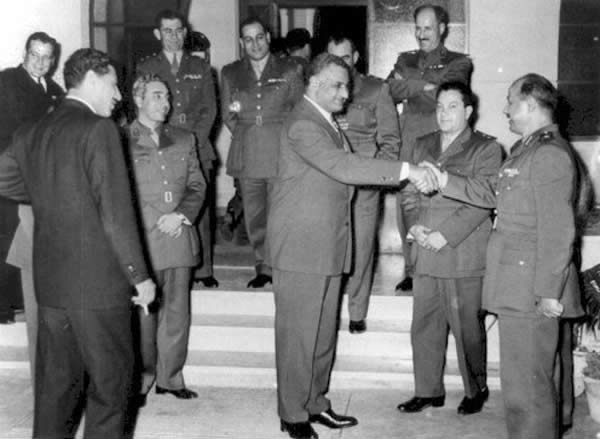

الأزمة السورية 1957 هي فترة مواجهات دبلوماسية حادة خلال الحرب الباردة شملت سوريا والاتحاد السوفيتي من جهة، والولايات المتحدة وحلفائها بما في ذلك تركيا وحلف بغداد من جهة أخرى.
بدأت التوترات في 18 أغسطس، عندما قامت الحكومة السورية برئاسة شكري القوتلي بسلسلة من التغييرات المؤسسية الاستفزازية مثل تعيين العقيد عفيف البزري رئيسًا لأركان الجيش السوري الذي زعمت الحكومات الغربية أنه متعاطف مع السوفييت. الشكوك بالسيطرة الشيوعية على دمشق نمت أكثر مما دفع العراق ولبنان والدول المجاورة إلى النظر في دعم تدخل عسكري عربي أو غربي للإطاحة بالحكومة السورية. تركيا هي الدولة الوحيدة التي تمكنت من نشر آلاف الجنود على طول الحدود السورية التركية. وقد هدد نيكيتا خروتشوف بأنه سيطلق صواريخ على تركيا إذا هاجمت سوريا بينما قالت الولايات المتحدة انها ستهاجم الاتحاد السوفيتي ردًا على هجوم على تركيا. انتهت الأزمة في أواخر أكتوبر، عندما وافقت تركيا على وقف عملياتها الحدودية بعد ضغوط من الولايات المتحدة، وعندما قام خروتشوف بزيارة غير متوقعة للسفارة التركية في موسكو.
ينظر إلى الأحداث على نطاق واسع على أنها فشل كبير لمبدأ أيزنهاور، الذي أكد على أن الولايات المتحدة يمكن أن تتدخل عسكريًا نيابة عن حلفاء الشرق الأوسط لمحاربة «الشيوعية الدولية».